# 扎巴鹪鹩
，是雀形目鹪鹩科的一种鸟类，属于单型的扎巴鹪鹩属（学名：Ferminia）。

## 特征
扎巴鹪鹩体重约26克，翼长约52毫米，喙宽度约3毫米，喙厚度约4.5毫米，嘴峰长约17.2毫米，跗蹠长约22毫米，尾长约62毫米。
扎巴鹪鹩是留鸟，栖息在湖泊、沼泽等湿地环境，它们是食肉动物，主要以昆虫、蜘蛛等陆生无脊椎动物为食。它们分布在古巴西南部。